# Chiesa di Sant'Andrea Apostolo (Codognè)
La chiesa di Sant'Andrea Apostolo è la parrocchiale di Codognè, in provincia di Treviso e diocesi di Vittorio Veneto; fa parte della forania Pontebbana.

## Storia

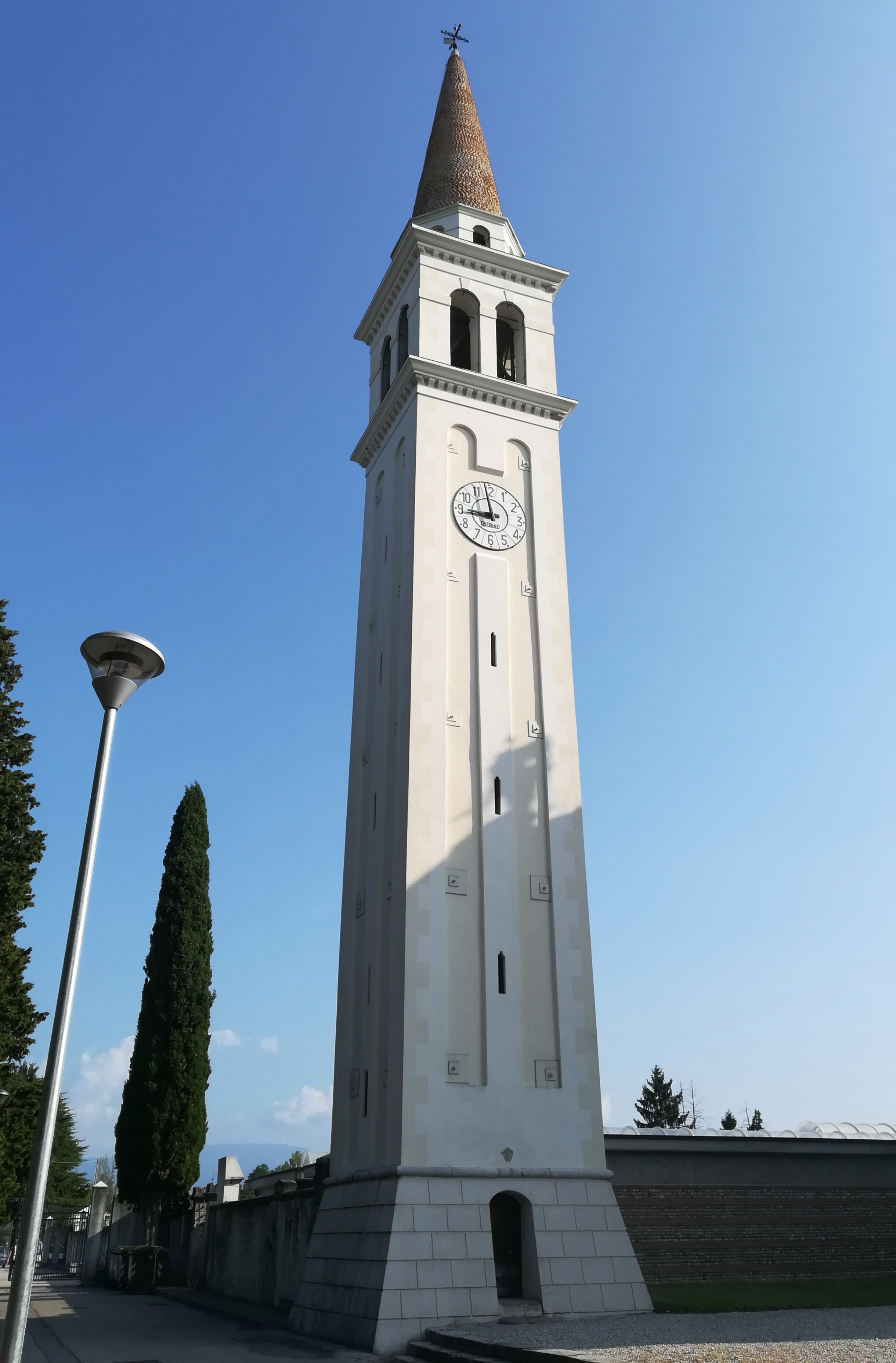
Il campanile della parrocchiale

Anticamente Codognè ricadeva nella giurisdizione della pieve di Fontanelle. 
Divenne parrocchia autonoma il 1º aprile 1597; la primitiva parrocchiale era l'oratorio di Sant'Ubaldo, ancor oggi esistente. Successivamente la parrocchialità fu trasferita in un'altra chiesa, la cui consacrazione fu impartita nel 1653.
L'attuale parrocchiale venne edificata nel XVIII secolo.

## Descrizione
La facciata a capanna è caratterizzata da un grande frontone dentellato e sovrastato da tre statue, sostenuto da quattro lunghe semicolonne corinzie. Al centro della facciata, un bassorilievo rettangolare rappresenta il santo a cui la chiesa è consacrata.
Vicino alla parrocchiale si erge su un alto basamento a scarpa il campanile a pianta quadrata; la cella presenta su ogni lato una bifora ed è coronata dalla guglia conica poggiante sul tamburo ottagonale.
Internamente l'aula è a una sola navata, sul soffitto della quale c'è un affresco settecentesco; sulla parete di destra un affresco più antico con Madonna col Bambino e Agnus Dei è testimonianza dell'edificio preesistente a quello attuale.